# Investitionsbank Berlin
El Investitionsbank Berlin  (IBB) es el instituto central de promoción del estado de Berlín. El objetivo de la financiación es la economía de Berlín y la construcción de viviendas.

## Tareas
La principal tarea de IBB es el desarrollo empresarial de las pequeñas y medianas empresas (PYME). Con las ofertas de promoción monetaria, una consulta integral de financiación y una gestión y promoción orientada a negocios y procesamiento de préstamos, apoyan sobre todo a las empresas innovadoras orientadas a la tecnología en Berlín. Además, IBB ofrece soluciones de financiación individual para inversores en el área de promoción inmobiliaria.

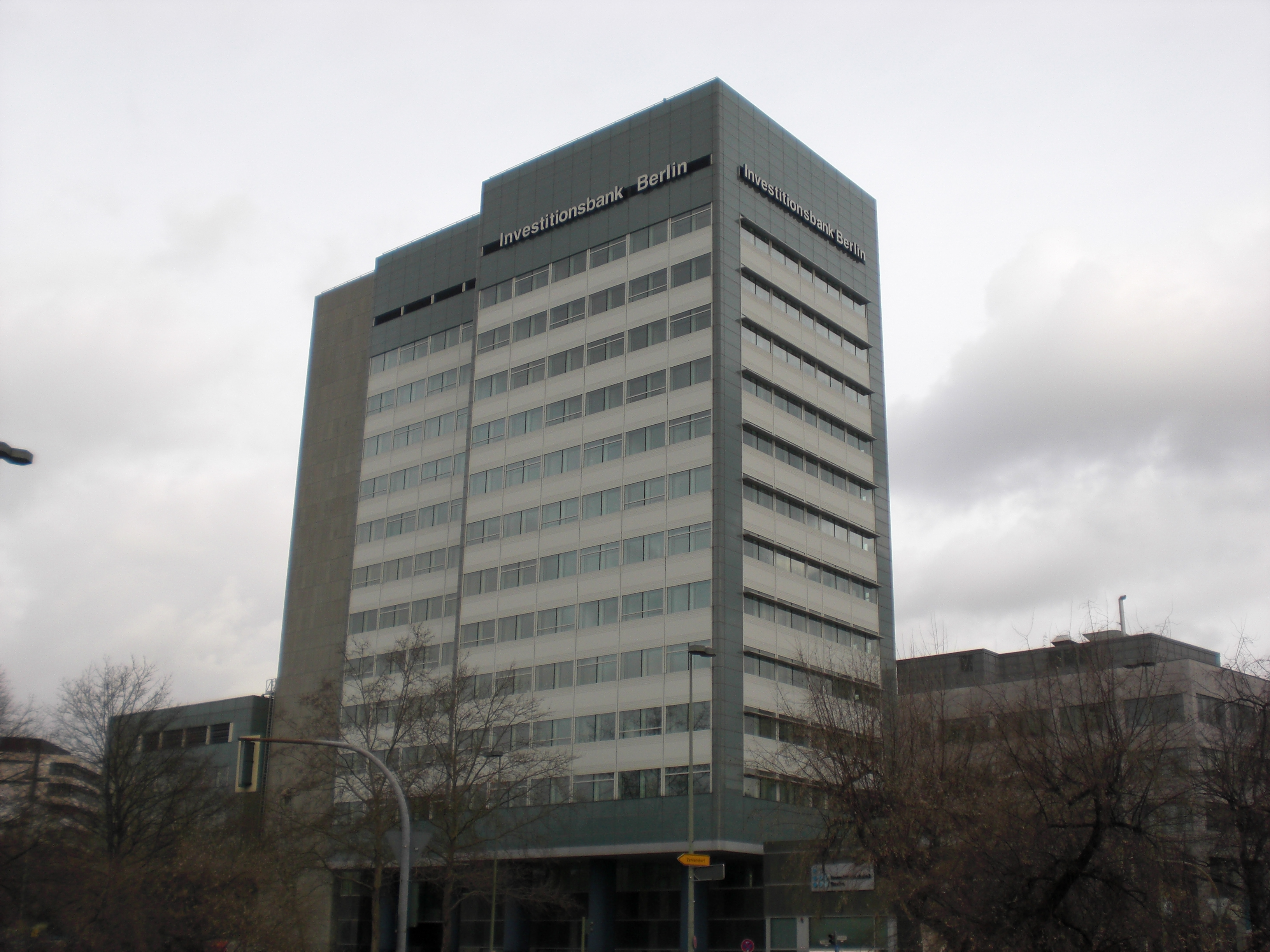
Edificio banco de Inversiones de Berlín en Berlín-Wilmersdorf

## Inversiones Significativas
IBB participa en numerosas empresas para cumplir su mandato como banco central de desarrollo del estado de Berlín. Hay dos grupos: las participaciones, que se llevan a cabo en nombre del país, y las participaciones, que se llevan a cabo en relación con las tareas de financiación.

### Participaciones en relación con las tareas de financiación
- IBB Beteiligungsgesellschaft GmbH
- IBB Business Team GmbH

### Participaciones realizadas en nombre del país
- Medienboard Berlin-Brandenburg GmbH
- Berlin Partner GmbH
- Berlin Tourismus & Kongress GmbH